# Louise de Bourbon (1603-1637)
Pour les articles homonymes, voir Louise de Bourbon et Bourbon.
Louise de Bourbon (2 février 1603 - 9 septembre 1637) dite Mademoiselle de Soissons est duchesse de Longueville par son mariage avec Henri II d'Orléans-Longueville. Elle est la mère de la duchesse Marie de Nemours. 
Louise est la fille de Charles de Bourbon-Condé, comte de Soissons et d'Anne de Montafié. Elle est la sœur de la princesse de Carignan et du comte de Soissons. Elle est élevée à Fontevrault par l'abbesse, sa grand-tante Éléonore de Bourbon.
Le mariage du duc de Longueville et de Mademoiselle de Soissons est conclu le 10 avril 1617 à Paris. De cette union sont issus :  
- Marie d'Orléans-Longueville, (5 mars 1625 - 16 juin 1707) qui épousera Henri II de Savoie, duc de Nemours, Genevois et Aumale.
- Louise (12 juin 1626 - 6 juin 1628)
- X… (19 janvier 1634 - 20 janvier 1634)

À sa mort, son cœur est placé dans l'église de la chartreuse Notre-Dame de Bonne-Espérance, proche de Gaillon. 
Par la suite, le duc de Longueville épouse en secondes noces Mademoiselle de Bourbon le 2 juin 1642. Mademoiselle de Bourbon est la sœur du grand Condé.